# Bambara (språk)

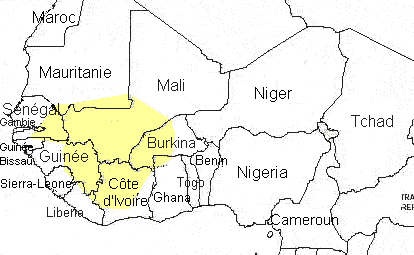
Bambaraspråkets utbredning.

Bambara är ett mandespråk i nigerkongo-familjen som talas av omkring 2,8 miljoner människor i de västafrikanska länderna Mali, Elfenbenskusten, Burkina Faso, Guinea, Senegal, Gambia och Mauretanien. 
Bambara tillhör mandinggruppen av mandespråken, som talas av totalt 30 miljoner människor i Västafrika.
Bambara är bambarafolkets modersmål, men fungerar också som lingua franca i Mali (det beräknas att närmare 80 procent av Malis befolkning har bambara som första- eller andraspråk). Bambara är ett SOV-språk och är ett tonspråk och har två ordaccenter.
Språket skrivs vanligtvis med det latinska alfabetet men av och till också med det arabiska alfabetet eller n'Ko.